# Требовець
Требовець (хорв. Trebovec) — населений пункт у Хорватії, в Загребській жупанії у складі міста Іванич-Град.

## Населення
Населення за даними перепису 2011 року становило 347 осіб.
Динаміка чисельності населення поселення:

## Клімат
Середня річна температура становить 10,99 °C, середня максимальна – 25,85 °C, а середня мінімальна – -6,23 °C. Середня річна кількість опадів – 852 мм.
| Клімат поселення                              | Клімат поселення | Клімат поселення | Клімат поселення | Клімат поселення | Клімат поселення | Клімат поселення | Клімат поселення | Клімат поселення | Клімат поселення | Клімат поселення | Клімат поселення | Клімат поселення | Клімат поселення |
| Показник                                      | Січ.             | Лют.             | Бер.             | Квіт.            | Трав.            | Черв.            | Лип.             | Серп.            | Вер.             | Жовт.            | Лист.            | Груд.            |                  |
| Середній максимум, °C                         | 6,16             | 8,36             | 12,91            | 17,45            | 22,82            | 25,85            | 24,96            | 24,18            | 20,15            | 14,99            | 9,30             | 5,14             |                  |
| Середня температура, °C                       | −0,04            | 2,18             | 6,71             | 11,26            | 16,62            | 19,66            | 21,08            | 20,30            | 16,30            | 11,10            | 5,43             | 1,27             |                  |
| Середній мінімум, °C                          | −6,23            | −4,04            | 0,53             | 5,06             | 10,44            | 13,48            | 17,22            | 16,42            | 12,40            | 7,24             | 1,56             | −2,61            |                  |
| Норма опадів, мм                              | 49               | 47               | 56               | 66               | 76               | 91               | 77               | 81               | 79               | 81               | 85               | 64               |                  |
| Середньомісячна швидкість вітру, м/с          | 1.91             | 2.11             | 2.51             | 2.40             | 2.20             | 2.00             | 2.00             | 1.80             | 1.80             | 1.89             | 1.94             | 1.92             |                  |
| Середньомісячна сонячна радіація, кДж/м²·день | 4149             | 6923             | 10607            | 15084            | 19307            | 21278            | 22212            | 19429            | 14240            | 8791             | 4592             | 3351             |                  |
| --------------------------------------------- | ---------------- | ---------------- | ---------------- | ---------------- | ---------------- | ---------------- | ---------------- | ---------------- | ---------------- | ---------------- | ---------------- | ---------------- | ---------------- |
| Джерело:                                      |                  |                  |                  |                  |                  |                  |                  |                  |                  |                  |                  |                  |                  |